# Juan Manuel Torres-Sáenz
Juan Manuel Torres-Sáenz (ur. 20 kwietnia 1938 w Minatitlán w prowincji Veracruz, zm. 17 marca 1980 w Meksyku) – meksykański pisarz, filmowiec, tłumacz i scenarzysta. 

## Życiorys
W latach 1959–1962 studiował na wydziale psychologii na Narodowym Uniwersytecie Autonomicznym Meksyku. W latach 1962–1968 studiował reżyserię filmową w Państwowej Wyższej Szkole Filmowej, Telewizyjnej i Teatralnej im. Leona Schillera w Łodzi. Reżyserował etiudy takie jak Szkoła tańca (1965), Szkic nr 1 (1965), Niebo (1966) i Czy państwo gracie (1968).
Autor zbioru opowiadań El viaje (Joaquín Mortiz, 1969) oraz noweli Disdascalias (ERA, 1970).
W Meksyku nakręcił sześć filmów: Ja z taśmy, Ty, ja, my (reż. Juan Manuel Torres, Gonzalo Martinez, Jorge Fons, 1970), Diamenty, złoto i miłość (1971), Inne dziewictwo (1975), za którą otrzymał nagrodę Ariel, Życie się zmienia, Morze i Kobieta doskonała.

## Życie prywatne
Był związany z Mercedes Carreño. Był ojcem Claudii Torres-Bartyzel i Juana Marii Torres Carreño. Zginął w wypadku samochodowym 17 marca 1980 w mieście Meksyk.